# Суелло
Суелло (італ. Suello) — муніципалітет в Італії, у регіоні Ломбардія, провінція Лекко.
Суелло розташоване на відстані близько 510 км на північний захід від Рима, 45 км на північ від Мілана, 8 км на південний захід від Лекко.
Населення — 1725 осіб (2014).

## Демографія
Населення за роками:

Станом на 1 січня 2023 року в муніципалітеті офіційно проживали 52 іноземці з 15 країн, серед них 13 громадян країн Євросоюзу та 4 громадяни України.

## Сусідні муніципалітети
- Анноне-ді-Бріанца
- Чезана-Бріанца
- Чивате